# Köping
För köping som administrativ enhet, se Köping (administrativ enhet), för andra betydelser se Köping (olika betydelser)
Köping är en tätort i Västmanland och centralort i Köpings kommun i Västmanlands län och är den näst största tätorten både i Västmanlands län och i landskapet Västmanland. Orten är belägen vid nordvästra Mälaren, vars spets fortsätter i Köpingsån. Köping har en insjöhamn, en bit in i ån, bestående av bland annat oljehamn och djuphamn.

## Historik

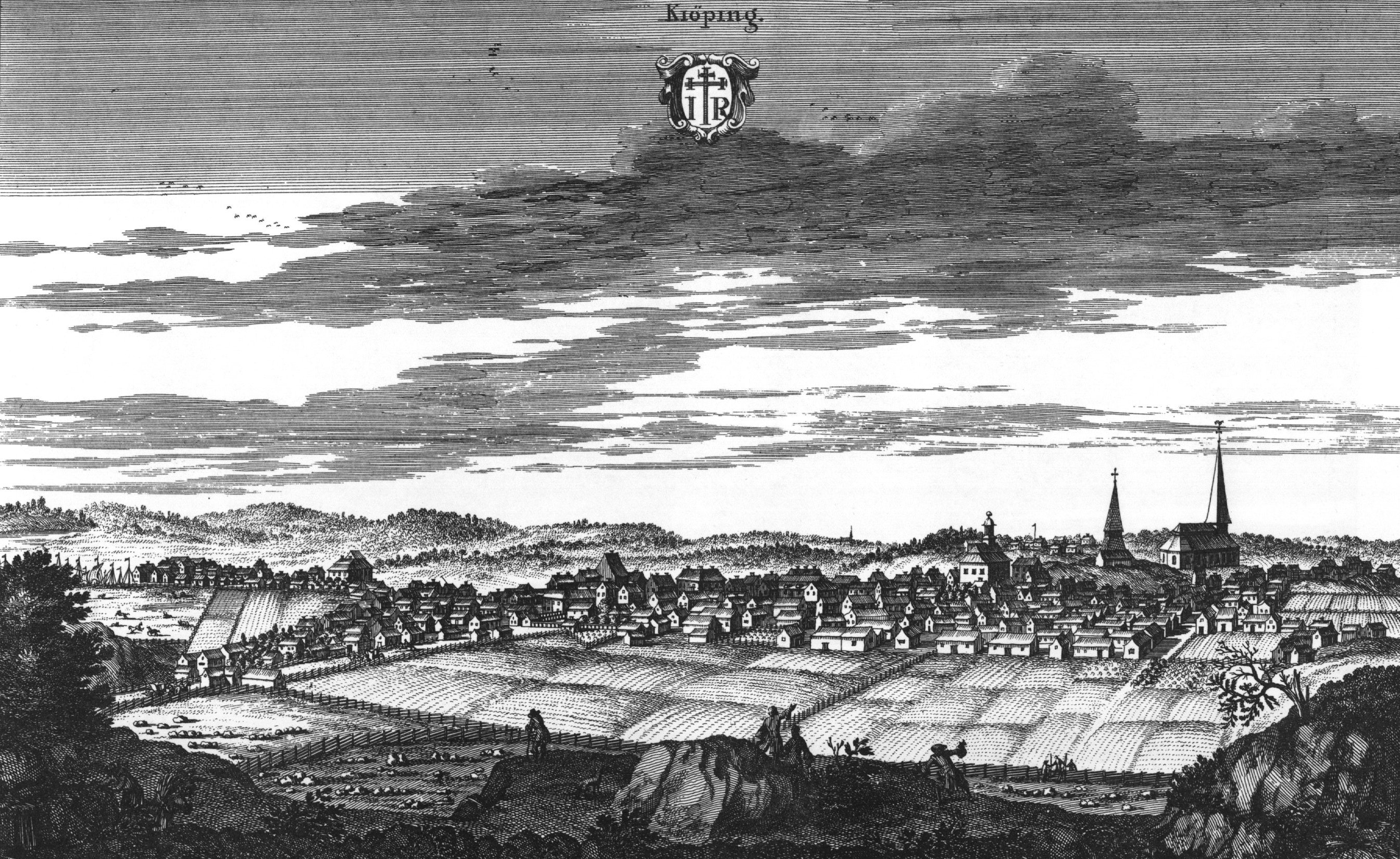
Köping omkring år 1700. Ur Suecia antiqua et hodierna.

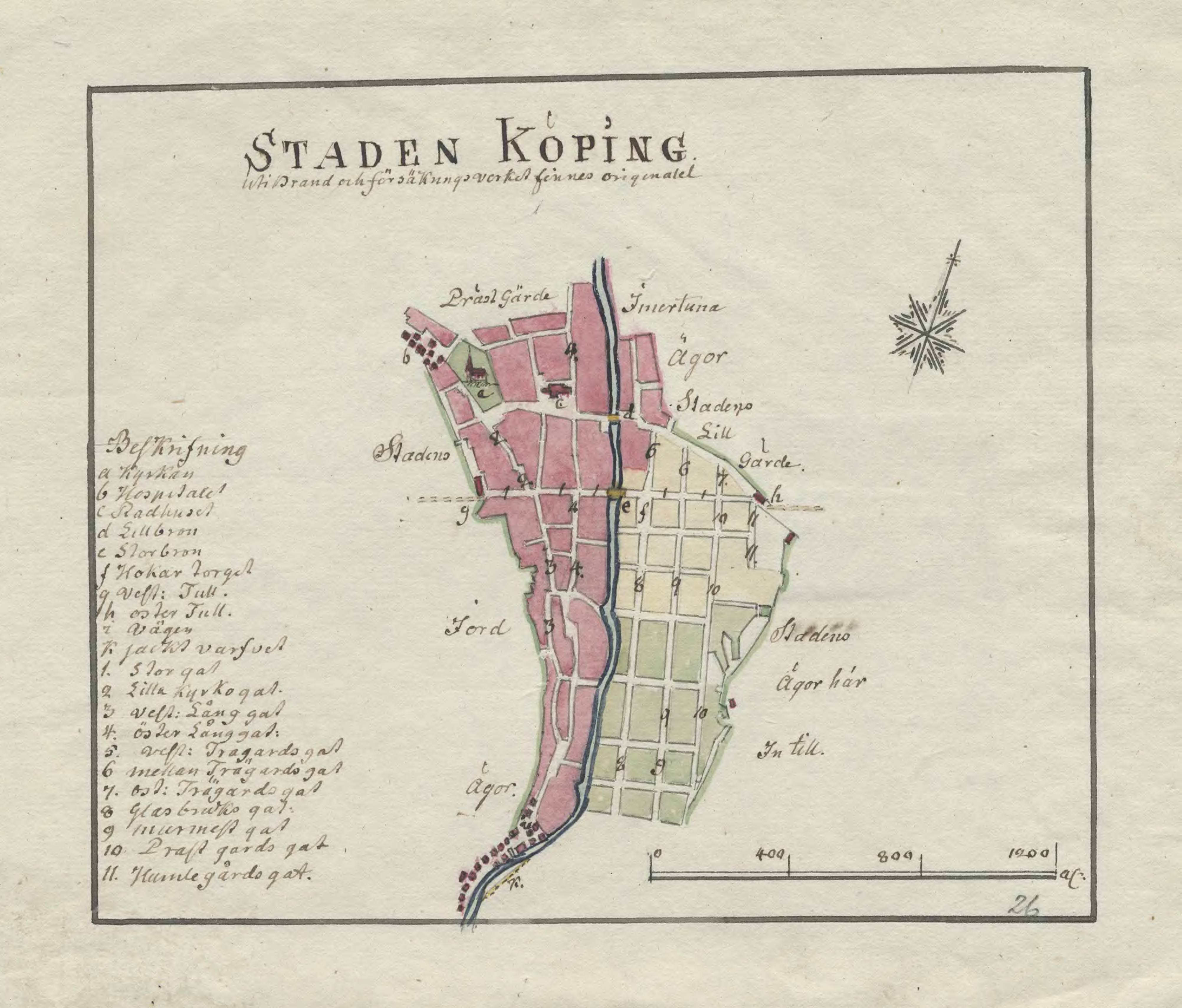
Karta över Köping från 1790-talet

Människor har bott länge på platsen, som framgår inte minst av det vikingatida båtgravfältet vid Norsa. Vid Köping har en gammal handelsplats legat. Den nämns första gången i en urkund av 1257, då det hölls ett biskopsmöte på platsen. Som stad är Köping känd sedan 1349, då dess stadssigill åberopas i ett brev.
Vid staden låg fogdefästet Köpingshus, nämnt första gången år 1375, då som tämligen nybyggt, som residens för Laglösa län. Det förstördes vid Engelbrekt Engelbrektssons uppror 1434. Köpingshus återuppfördes på 1580-talet under Johan III:s regeringstid. Karl IX fortsatte arbetet men senare upphörde arbetet och borgen fick förfalla. På 1660-talet fanns bara ruiner kvar. Lämningar fanns kvar till dess järnvägen anlades 1874. Ännu på 1400-talet förekommer namnet Laglösa kiöping, vilket torde syfta på att handelsplatsen inte hade några privilegier.
Stadens äldsta kyrka torde ha varit en kyrka tillägnad Sankt Olof, vilken låg vid nuvarande Mullgatan. Kyrkan förefaller ha varit i dåligt skick i början av 1400-talet och fick då förfalla och revs på 1440-talet. Efter att den nuvarande Köpings kyrka härjades av brand 1437, fick den efter återuppförandet en storlek tillräcklig att räcka både för lands- och stadsförsamlingen.
De äldsta kända stadsrättigheterna utfärdades av Sten Sture den äldre i Örebro den 19 januari 1474, då herr Sten var riksföreståndare. Dessa stadsrättigheter bekräftades 1529 av Gustav Vasa. Redan vid denna tid var Köping av ringa betydelse jämfört med Västerås och Arboga.
År 1641 skänkte drottning Kristina Prästgärdet öster om ån till tomtplatser, och efterhand växte här "nya staden" med eget torg, Hökartorget eller Lilla torget, upp. Snart var dock Köping åter på tillbakagång. En viss uppblomstring skedde under frihetstiden, då en ylle- och trikåfabrik med statsstöd inrättades i Köping 1734. Även kanaliseringen av Köpingsån 1735 bidrog positivt. Omkring 1750 fanns 216 hushåll i staden. Sjöfarten upprätthölls med hjälp av stadens 18 fartyg, men stor del av det utförda godset fraktades på pråmar ned till Mälaren. År 1856 grundades Köpings mekaniska verkstad, som med några hundra anställda för lång tid var en av Köpings största arbetsgivare.
År 1866 öppnades järnvägslinjen Köping-Uttersberg, som senare kom att utvecklas till Köping-Uttersberg-Riddarhyttans Järnväg. År 1867 öppnades järnvägslinjen Arboga-Köping (Köping-Hults Järnväg). 1876 nådde Stockholm–Västerås–Bergslagens Järnvägar fram till Köping.
År 1889 utbröt en brand som förstörde stora delar av tätorten. Den startades av tioårige Malakias Andersson, som därför fick tillbringa åtta år på anstalt.

### Administrativa tillhörigheter
Köpings stad ombildades vid kommunreformen 1862 till en stadskommun med delar av bebyggelsen i Köpings socken som kringgärdade staden. 1919 införlivade stadskommunen Köpings socken/landskommun. 1971 uppgick stadskommunen i Köpings kommun med Köping som centralort.
I kyrkligt hänseende har Köping till 1920 hört till Köpings stadsförsamling med mindre delar i Köpings landsförsamling för att från 1920 höra till Köpings församling.
Orten ingick till 1958 i domkretsen för Köpings rådhusrätt för att därefter till 1971 ingå i Åkerbo och Skinnskattebergs tingslag. Från 1971 till 2001 ingick orten i Köpings domsaga och den ingår från 2001 i Västmanlands domsaga.

### Befolkningsutveckling
| Befolkningsutvecklingen i Köping 1960–2020 | Befolkningsutvecklingen i Köping 1960–2020 | Befolkningsutvecklingen i Köping 1960–2020 | Befolkningsutvecklingen i Köping 1960–2020 | Befolkningsutvecklingen i Köping 1960–2020 |
| ------------------------------------------ | ------------------------------------------ | ------------------------------------------ | ------------------------------------------ | ------------------------------------------ |
|                                            |                                            |                                            |                                            |                                            |
| År                                         |                                            |                                            | Folkmängd                                  | Areal (ha)                                 |
| 1960                                       | 1960                                       |                                            | 16 819                                     |                                            |
| 1965                                       | 1965                                       |                                            | 19 273                                     |                                            |
| 1970                                       | 1970                                       |                                            | 21 740                                     |                                            |
| 1975                                       | 1975                                       |                                            | 20 059                                     |                                            |
| 1980                                       | 1980                                       |                                            | 19 765                                     |                                            |
| 1990                                       | 1990                                       |                                            | 18 854                                     | 1 165                                      |
| 1995                                       | 1995                                       |                                            | 18 488                                     | 1 175                                      |
| 2000                                       | 2000                                       |                                            | 17 296                                     | 1 184                                      |
| 2005                                       | 2005                                       |                                            | 17 358                                     | 1 185                                      |
| 2010                                       | 2010                                       |                                            | 17 743                                     | 1 186                                      |
| 2015                                       | 2015                                       |                                            | 18 355                                     | 1 015                                      |
| 2020                                       | 2020                                       |                                            | 18 720                                     | 1 022                                      |
|                                            |                                            |                                            |                                            |                                            |

## Stadsbild

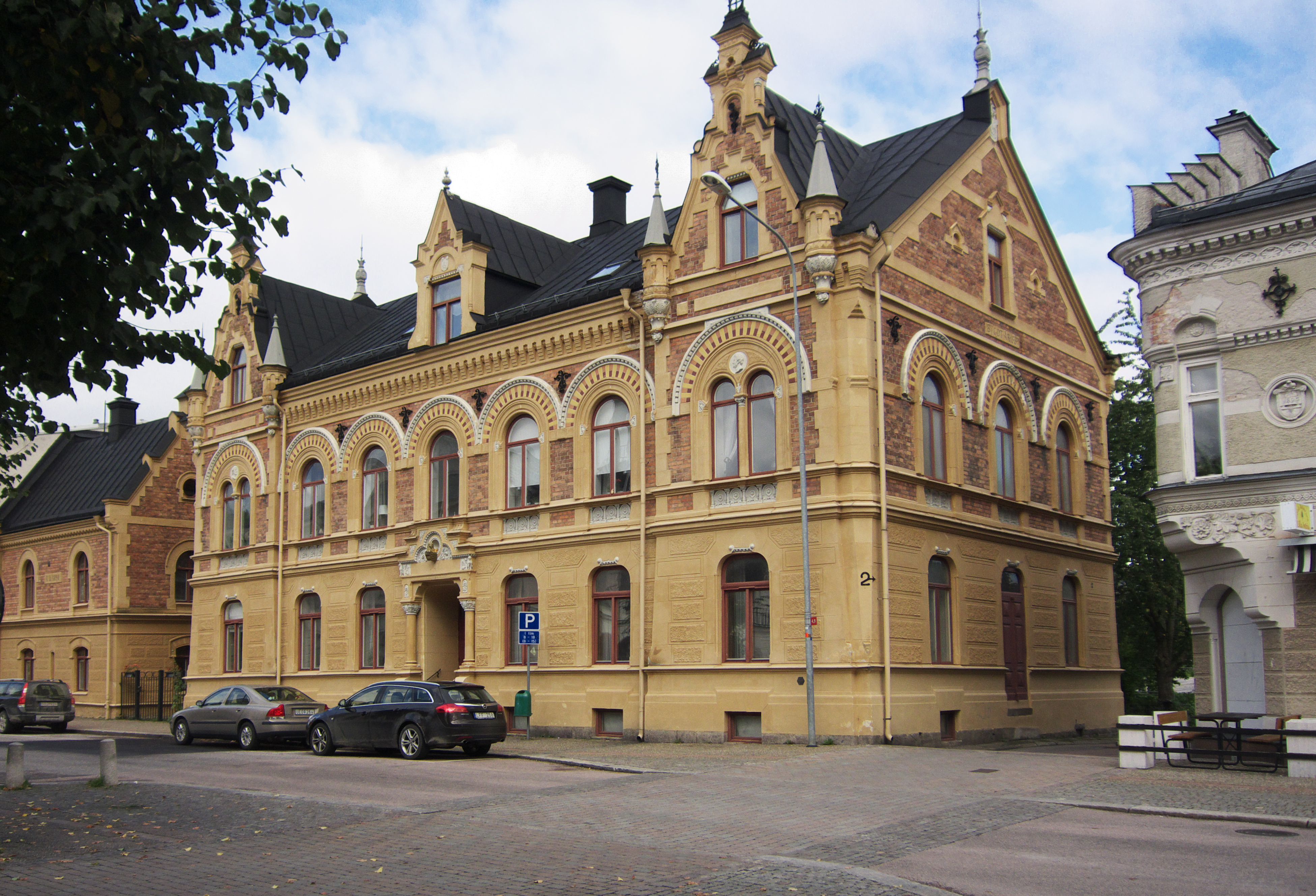
Det före detta apotekshuset i Köping, ritat av Theodor Dahl

Betydande delar av tätorten förstördes i den stora stadsbranden 1889, men i de mest centrala delarna finns några äldre kvarter bevarade. Efter stadsbranden växte en stenstad fram som fortfarande präglar delar av centrum tillsammans med efterkrigsarkitektur. Många av karaktärsbyggnaderna ritades av arkitekten Theodor Dahl, till exempel apotekshuset, tingshuset och Köpings mekaniska verkstad. Det karakteristiska kyrktornet är ritat av Nicodemus Tessin d.ä. i samband med att den medeltida kyrkan utökades på 1600-talet. I parken mellan kyrkan och Stora torget finns Carl Milles skulptur av Carl Wilhelm Scheele, kemist och apotekare i Köping.
Staden genomflyts av Köpingsån.

## Kommunikationer
Köping ligger vid Mälarbanan och E18 samt har en betydande hamn. Köping var ändstation för Sveriges första allmänna, normalspåriga järnväg med lokomotivdrift, Köping–Hults Järnväg. Spåret till Köping blev klart 1867. Några år senare, 1875, sammanknöts Köping med Stockholm via Stockholm–Västerås–Bergslagens Järnvägar.

## Näringsliv och handel
Köping har Sveriges näst största insjöhamn och är ett regionalt centrum. Det finns också en betydande tillverkningsindustri genom Volvo, GKN och Yara. Sängföretaget Hästens har huvudkontor i Köping och även sängtillverkaren Lectus har sin tillverkning och bas i Köping. I Köping ligger också centrallagret för Tibnor som är Nordens ledande distributör av stål och metaller.
Köpings mekaniska verkstad (KMV) grundades 1856 av civilingenjör Otto Gottfrid Hallström för tillverkning verktygsmaskiner. Företaget övergick under 1900-talet till produktion av växellådor för bilindustrin. Företaget köptes 1942 av Volvo och ingår i Volvo Powertrain. I den gamla fabriken finns idag museet Bil- och Teknikhistoriska Samlingarna.

### Bankväsende
Köpings sparbank grundades år 1841. Efter fusion och förvärv bytte banken namn till Sparbanken Västra Mälardalen, men är fortfarande en fristående lokal sparbank
Mälareprovinsernas enskilda bank öppnade den 1 augusti 1857 ett kontor i Köping. Örebro handelsbank öppnade ett kontor i orten den 1 juli 1898, kort efter denna banks grundande. Denna bank uppgick snart i Hernösands enskilda bank. Båda dessa banker uppgick sedermera i Handelsbanken. Även Örebro enskilda bank etablerade ett kontor i Köping. Denna bank övertogs senare av Skandinaviska kreditaktiebolaget. Historiskt har Köping även haft kontor tillhörande PKbanken/Nordea.
SEB stängde sitt kontor den 1 april 2017. Därefter fanns sparbanken, Nordea och Handelsbanken kvar på orten.

## Bildgalleri

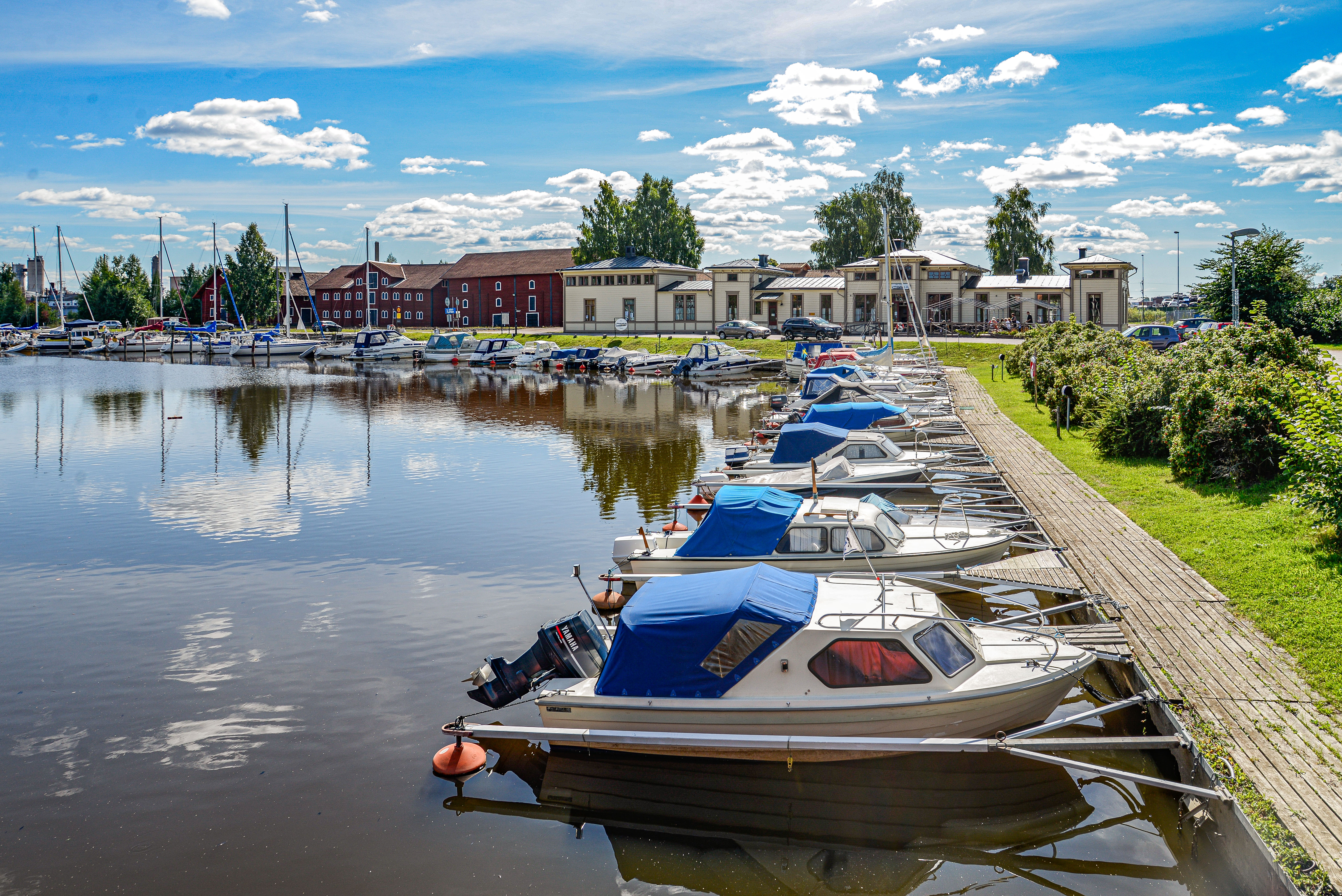
Inre hamnen.
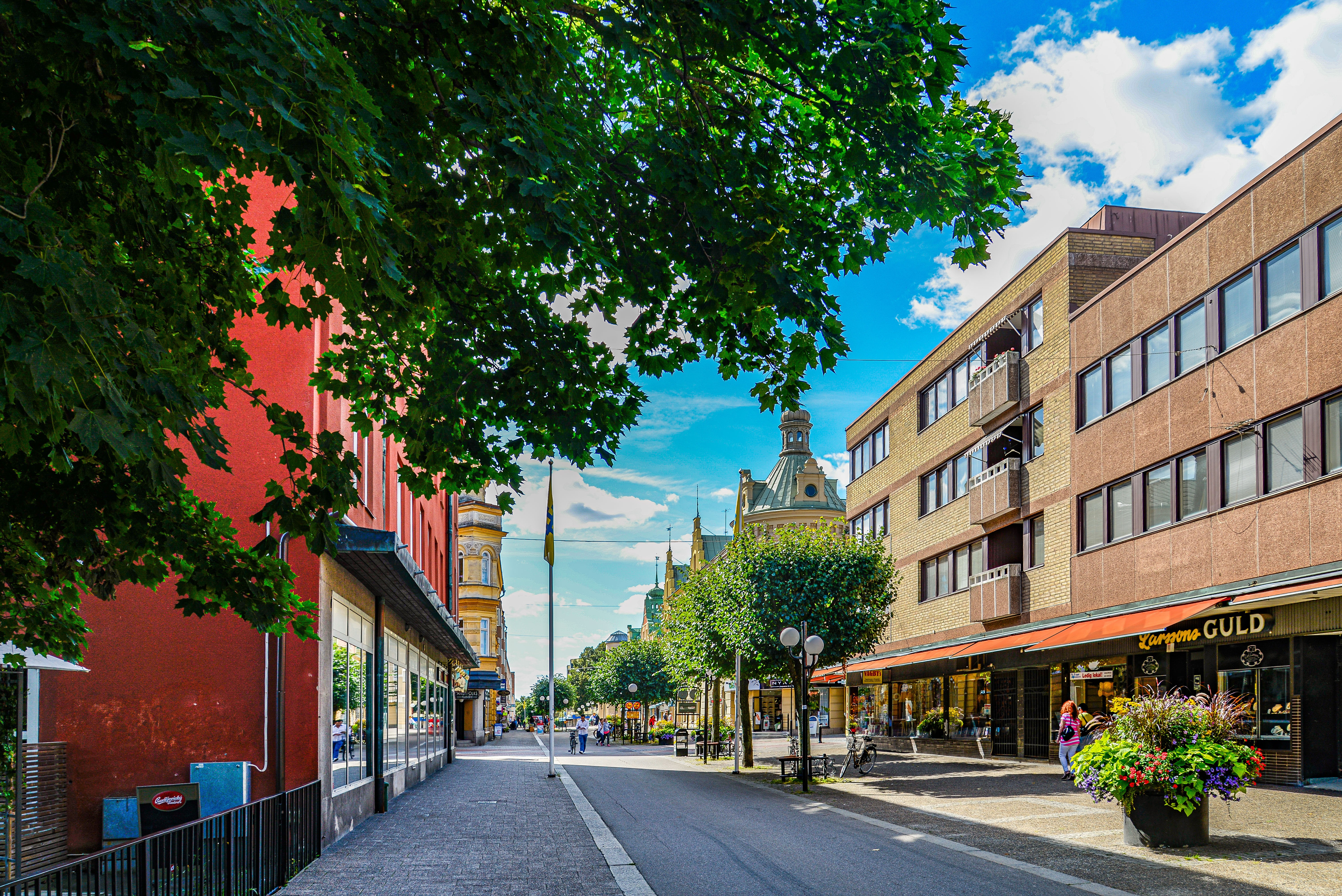
Stora Gatan.
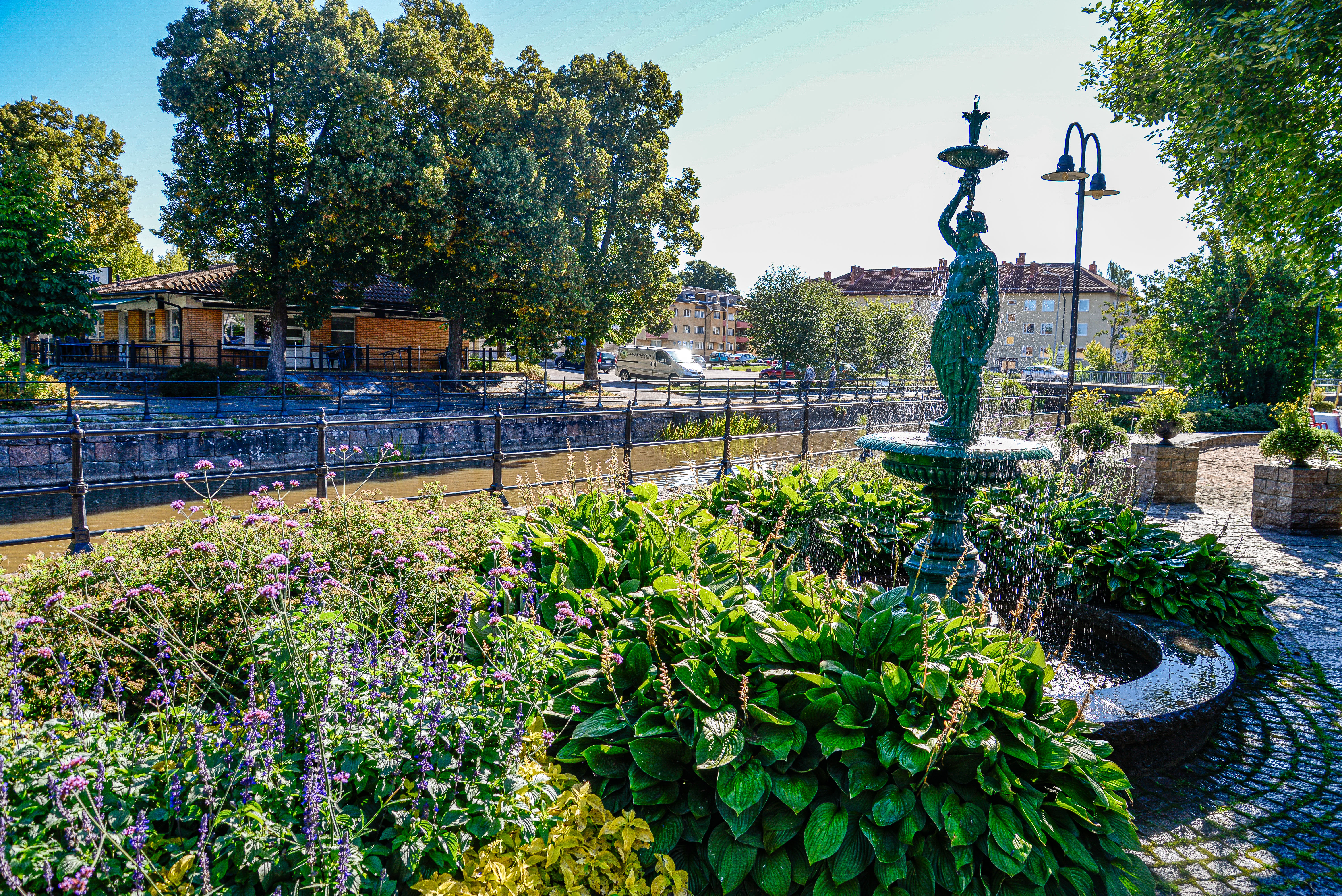
Fontänen "Gudinnan".
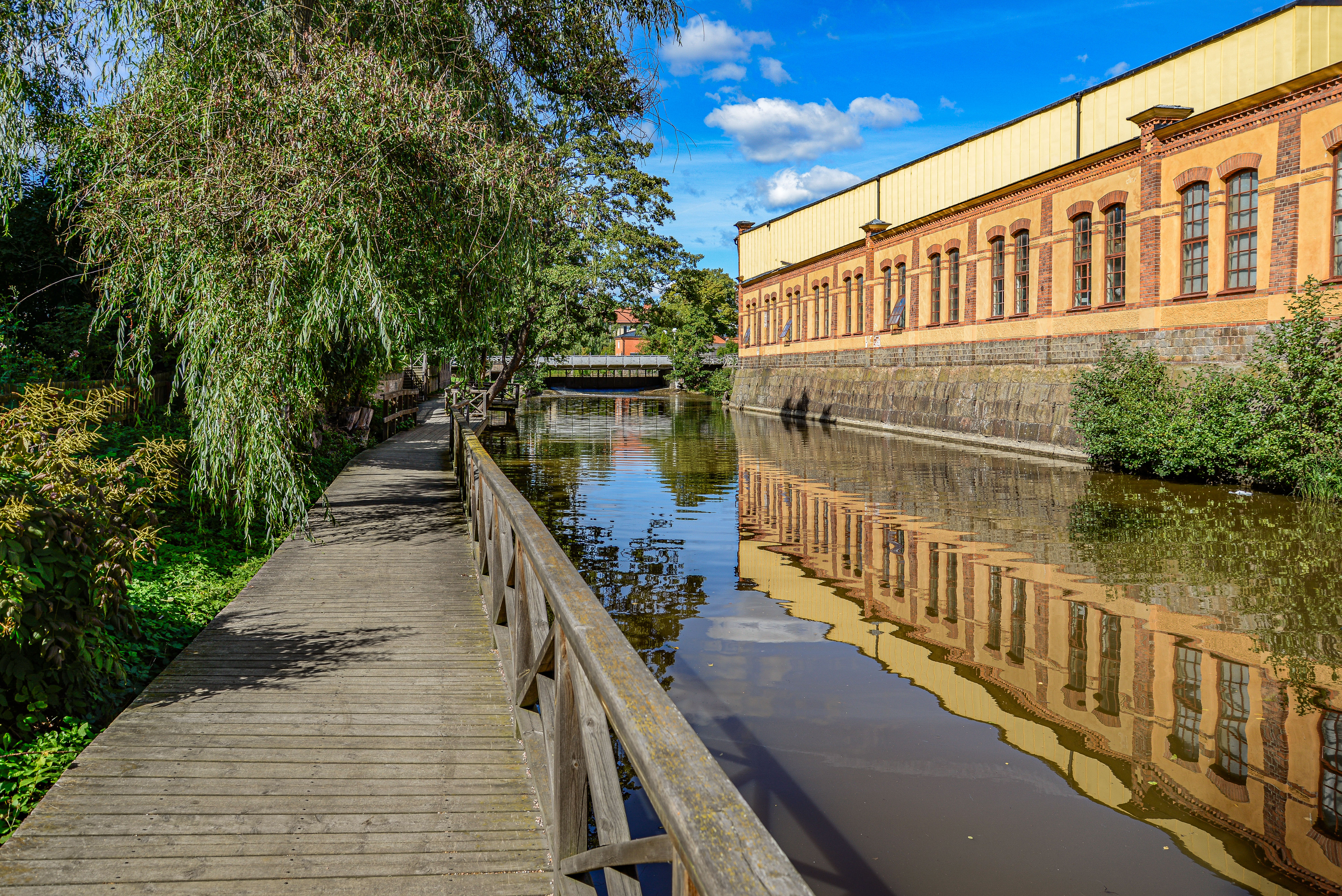
Köpingsån.